# Distrito de Zurzach
El Distrito de Zurzach es un distrito del cantón de Argovia, Suiza. Tiene una población estimada, a fines de 2023, de 37 473 habitantes.
Abarca una superficie total de 130.01 km².
La capital del distrito es Zurzach.

## Geografía
Limita con el estado alemán de Baden-Wurttemberg, los distritos de Baden, Brugg y Laufenburg, así como con el cantón de Zúrich.

## Comunas
- Böttstein
- Döttingen
- Endingen
- Fisibach
- Full-Reuenthal
- Klingnau
- Koblenz
- Leibstadt
- Lengnau
- Leuggern
- Mellikon
- Schneisingen
- Siglistorf
- Tegerfelden
- Zurzach